# Stvořidla

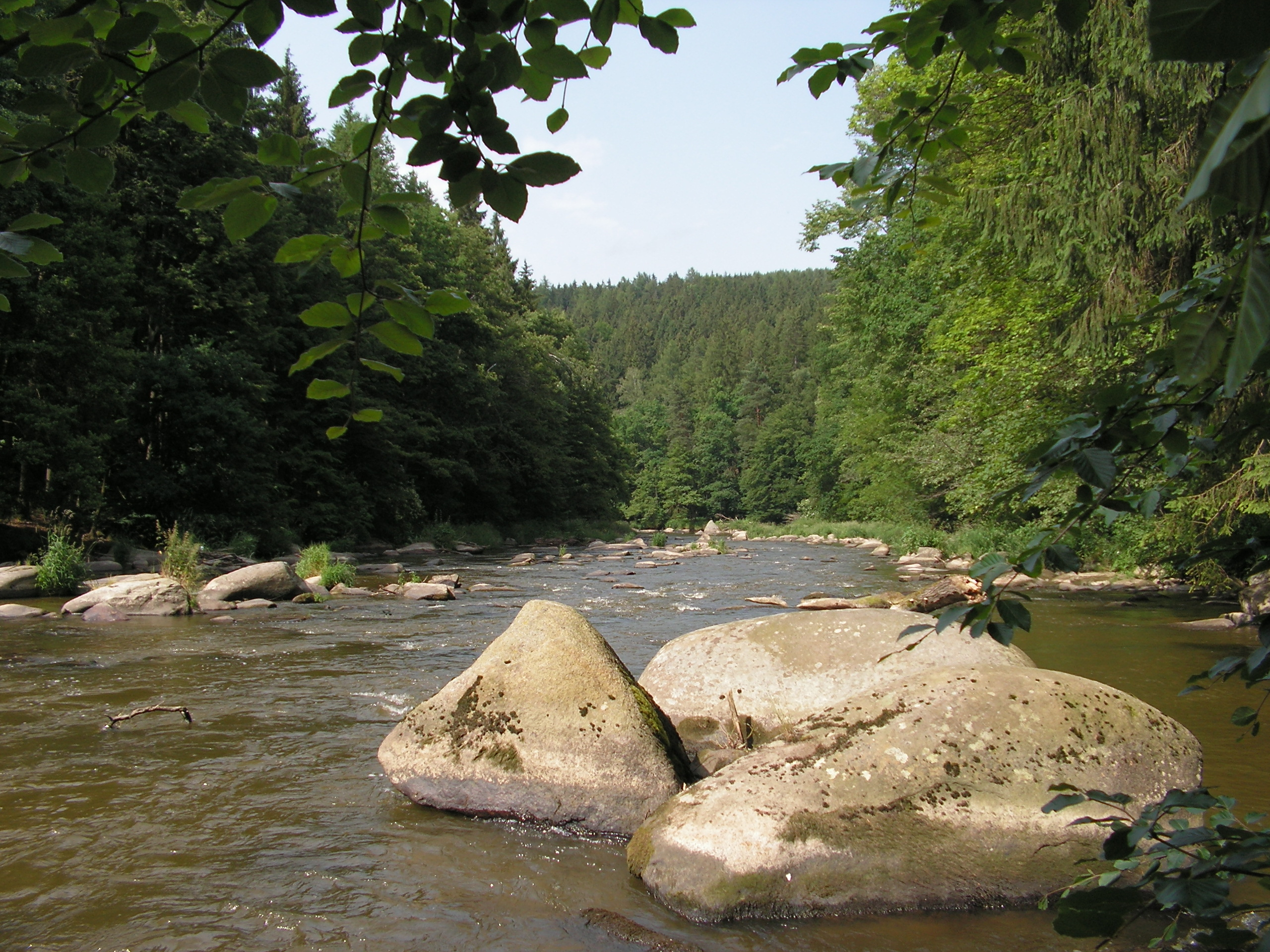
Stvořidla

Stvořidla ist ein Wildwasser-Abschnitt der Sázava bei Ledeč nad Sázavou in Tschechien. Die Länge der Stromschnellen beträgt etwa 4,5 Kilometer, der Schwierigkeitsgrad liegt in Abhängigkeit von der Durchflussmenge zwischen WW II und WW IV. Das ganze Gebiet ist Teil des Naturreservats Stvořidla mit einer Ausdehnung von 246,39 Hektar.

## Geographie und Geologie
Der Wildwasserabschnitt der Sázava befindet sich am Rand der Böhmisch-Mährischen Höhe zwischen den Städten Světlá nad Sázavou und Ledeč nad Sázavou. Das rechte Flussufer liegt im  Katastergebiet von Leštinka (Teil der Stadt Světlá nad Sázavou), das linke Ufer gehört zum Katastergebiet Dobrovítova Lhota (Teil der Gemeinde Trpišovice). Der Fluss bahnt sich den Weg durch das Granitmassiv Melechov. Das Flussbett ist tief eingeschnitten und V-förmig, mit vielen natürlichen Stufen und Felsblöcken. 

## Fauna und Flora
Die Umgebung ist mit Fichten- oder Mischwäldern bestanden und weist eine ähnliche Vegetation wie die benachbarten Saarer Berge auf. An selteneren Pflanzen wachsen hier zum Beispiel Kleines Immergrün, Breitblättrige Stendelwurz, Kleiner Baldrian, Keulen-Bärlapp, Turmkraut, Gewöhnlicher Teufelsabbiss, Rostblättrige Alpenrose, Weiße Pestwurz, Rote Lichtnelke, Wald-Gelbstern, Hohe Schlüsselblume, Mittlerer Lerchensporn und  Hohler Lerchensporn. An Tieren leben hier unter anderem Fischotter, Feuersalamander und der Eisvogel.

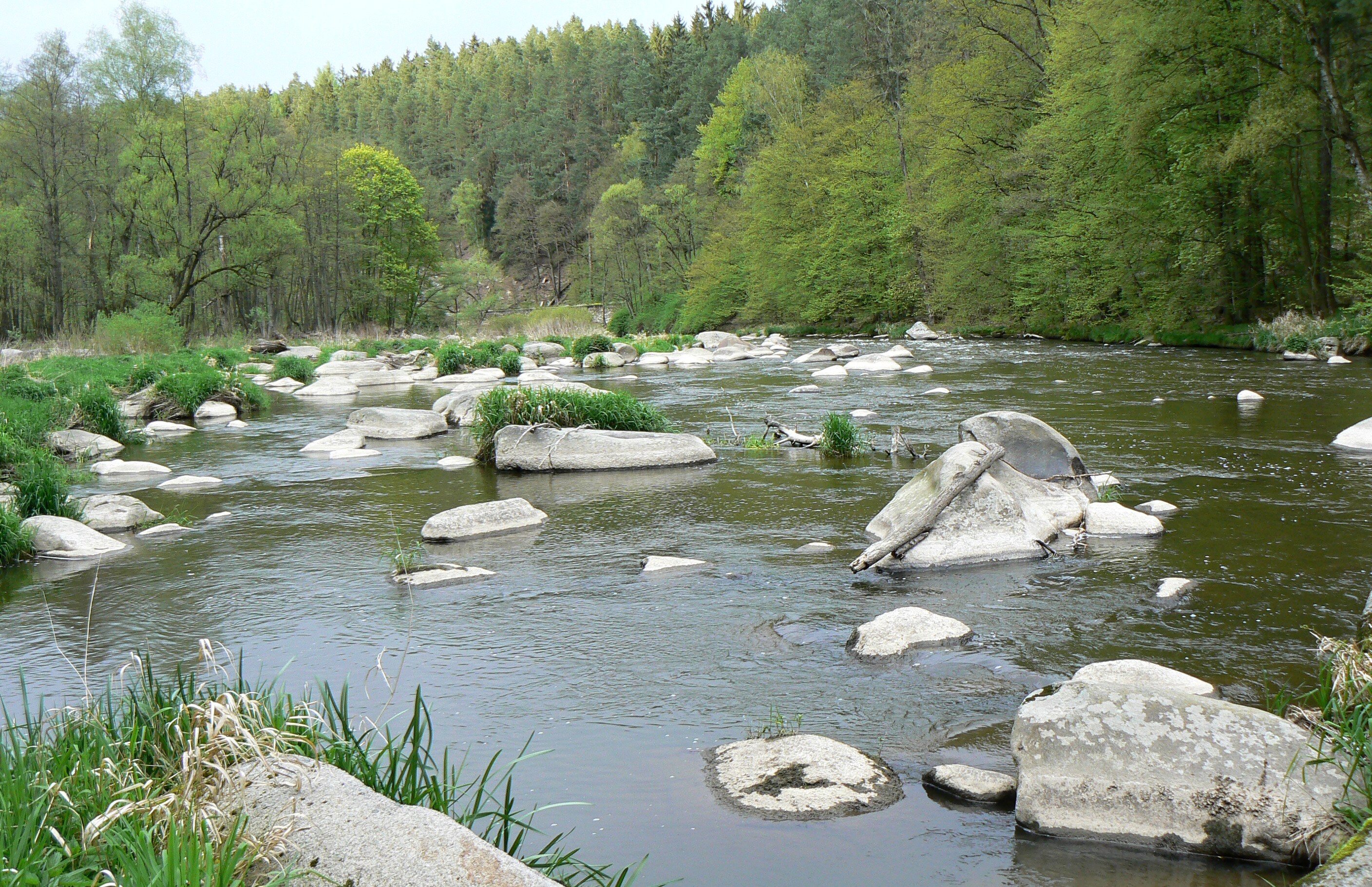
Stvořidla

## Tourismus
Der Flussabschnitt Stvořidla ist ein Ziel für Wanderer und Wassersportler. Am linken Ufer führt ein rot markierter Wanderweg, unweit befindet sich ein Lehrpfad, der dem Werk des Jugendbuch-Autors Jaroslav Foglar gewidmet ist. Im Ort Stvořidla steht ein Zeltplatz zur Verfügung.
Stvořidla gehört zu den beliebtesten Wildwasser-Strecken an tschechischen Flüssen. Der Schwierigkeitsgrad liegt an der Grenze der Befahrbarkeit für offene Boote, bei Hochwasser ist das Befahren mit offenen Kanus sehr gefährlich. Geeignet sind geschlossene Kajaks oder aufblasbare Boote, die für Wildwasser bestimmt sind. Hinter der Wehr in Smrčná finden sich am Flusskilometer 139,40 die ersten Stromschnellen. Hinter der Flussbiegung am Flusskilometer 137,7 beginnt ein Abschnitt mit Schwierigkeitsstufe WW II, an Kilometer 137,2 der schwierigste Abschnitt mit Stufe WW III, bei Hochwasser bis zu WW IV. Das Wildwasser endet mit einer Stufe beim Zeltplatz Stvořidla am Flusskilometer 135,20.